# Luna E-6 No.8

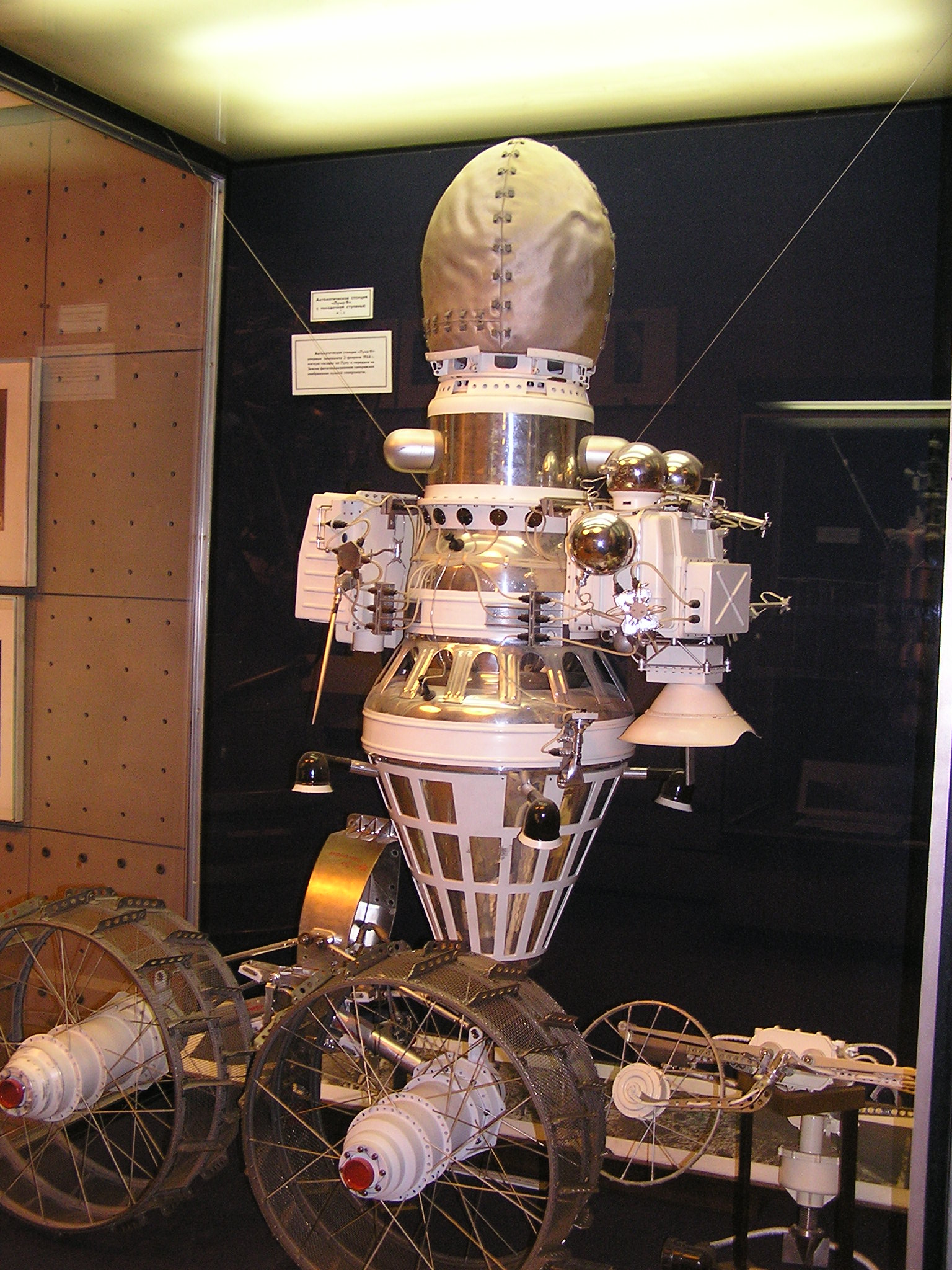
Uma espaçonave do tipo E-6.

A Luna E-6 No.8, em russo: Луна-5D, (identificada pela NASA como Luna 1965A), foi a sétima de doze missões usando a plataforma E-6, para o Programa Luna (um projeto soviético), tinha como objetivo, efetuar um pouso suave na Lua.
A Luna E-6 No.8, pesando 1.422 kg, foi lançada em 10 de Abrir de 1965, por um foguete Molniya (8K78/E6 No R103-26), a partir da plataforma 1/5 do cosmódromo de Baikonur.
Durante o voo do terceiro estágio, um dos tubos de nitrogênio no tanque de oxidante perdeu pressão, o que causou a interrupção do fluxo de oxidante e o consequente corte prematuro do motor, o que impediu a espaçonave de entrar em órbita, e reentrou na atmosfera momentos depois.